# Del Rey Oaks (Kalifornia)
Del Rey Oaks város az USA Kalifornia államában, Monterey megyében. Lakosainak száma 1592 fő (2020. április 1.).

## Népesség
A település népességének változása:

| 2010 | 1 624 |
| 2020 | 1 592 |